# 低俗霊DAYDREAM 深小姫のMIDNIGHT DREAM
『低俗霊DAYDREAM 深小姫のMIDNIGHT DREAM』（ていぞくれいデイドリーム みさきのミッドナイトドリーム）は、奥瀬サキ原作のコミック『低俗霊DAYDREAM』がOVA化されたことを機にスタートしたアニラジ。TBSラジオ、ラジオ大阪の「ゴクラク!もえもえステーション」枠で2004年4月から2004年7月まで放送された。また、「Net版」（地上波との相違点はCMカットと最後まで流れるエンディングテーマ）としてバンダイビジュアルの「BEAT Net Radio」で配信された。 
主人公、崔樹深小姫役の浅野真澄がパーソナリティで、アイドル声優に対する批判や放送禁止用語でピー音（実際はバキュン音）が毎回のように入り、アニラジとは到底思えない破天荒な放送を展開した。

## コーナー
- 深小姫の口寄せ人生相談
日頃リスナーが悩んでいることを、パーソナリティの浅野が口寄せで解決しようというコーナーで、死者（実際は現存の人間もOK）を浅野真澄の体に降霊させて伝える。加藤鷹、田村ゆかり、風見みずほ、ビル・ゲイツなどか降霊した。
リスナーのお悩み相談のはずが途中から構成作家伊福部崇が乗り移った死者に質問し、浅野が成りきってそれに答える形になっていった。

- 本当にあった怖い話
リスナーに起こった怖い話を紹介。それらの怖い話をディレクターが「鳥肌度」（0から3までの4段階）で判定し、判定に応じて浅野に「寒い寒いスプレー」を浴びせて、その怖いお話を供養する。
ただし、心霊・怪奇現象はNG。

- 深小姫の新プレイ開発事務局
深小姫の新しいレパートリーとして、今までにない画期的なSMプレイを考えていくコーナー。
リスナーはプレイの名前のみを投稿し、浅野が送られてきたプレイを目隠しでひいて、どんなプレイなのかアドリブで回答する。

- 女王様のムチが飛ぶ!
いわゆる「ふつおた」のコーナー。リスナーの周囲で起こった色々なことや、最近はまっている事など、何でも良いので送ってもらい、浅野が女王様なりに紹介していく。
途中からリアクションに困る投稿が目立ったため、開き直って普通ラジオではあり得ないような「リアクションに困る投稿」を募集するコーナーになってしまった。

## ゲスト
- 田村ゆかり（ラジオ大阪6月13日、6月20日放送分）